# Електронний маркетинг
Електро́нний ма́ркетинг, е-ма́ркетинг, також інтернет-маркетинг — ведення маркетингу на основі електронних технологій. Практично це стосується інтернет-технологій, завдяки яким організації збільшують продажі: електронної комерції наприклад та традиційної комерції, яка використовує засоби Інтернет, як допоміжну технологію.
Якщо маркетинг — це залучення і утримання клієнтів, то інтернет-маркетинг — залучення й утримання клієнтів в Інтернеті.

## Етапи
1. Формулювання цілей рекламної кампанії в інтернеті з позиції одержання прибутку і/чи зниження витрат.
2. Визначення потенційної аудиторії web-сайту (цільової аудиторії).
3. Збір і підготовка інформації, що повинна мати попит користувачів web-сайту.
4. Створення сайту: проєктування його структури, дизайн, забезпечення інформаційного наповнення, функціонування програмного забезпечення, розміщення в Мережі.
5. Забезпечення збору статистичної інформації про відвідуваність вашого ресурсу.
6. Цілеспрямоване стимулювання відвідувань сайту користувачами цільової аудиторії.
7. Зіставлення статистики відвідувань web-сайту і динаміки росту продажу. Необхідно коректувати дії в Мережі й в організації роботи підприємства в цілому.

До інтернет-маркетингу належать такі методи просування як пошуковий маркетинг (розкручування сайту), Інтернет-реклама (банерна та контекстна реклама), контент-маркетинг, E-mail та вірусний маркетинг. Інтернет-маркетинг також відкриває широкі можливості для непрямої реклами та PR.

## Інструменти
Існує велика кількість інструментів для інтернет-маркетологів, найпопулярнішими є інструменти для менеджменту (Google Docs, Podio, Trello), інструменти для аналізу та аналітики (Google Analytics, SEM Rush, SimilarWeb), інструменти для E-mail маркетингу (Mailchimp) та соцмережі для просування продукту чи послуг (Facebook, Youtube, Linkedin, Quora, Reddit).

## Основні елементи
- Товар (англ. Product) — те, що продається в інтернеті, товар конкурує не тільки з іншими сайтами, але і традиційними магазинами.
- Ціна (англ. Price) — прийнято вважати, що ціна в інтернеті нижче, ніж у звичайному магазині, завдяки економії на витратах.
- Просування (англ. Promotion) — заходи з просування сайту, включає великий арсенал інструментів (пошукове просування, контекстна реклама, банерна реклама, e-mail маркетинг, партнерський маркетинг, вірусний маркетинг, прихований маркетинг, інтерактивна реклама, робота з блогами тощо).
- Місце продажів (англ. Place) — точка продажів, зазвичай, це сам сайт.

## Загальна інформація
Інтернет-маркетинг є складовою електронної комерції. Його також називають online-маркетингом. Він може включати такі частини, як інтернет-інтеграція, інформаційний менеджмент, PR, служба роботи з покупцями та продажу. Електронна комерція та інтернет-маркетинг стали популярними з розширенням доступу до інтернету і являють собою невіддільну частину будь-якої нормальної маркетингової кампанії. Сегмент інтернет-маркетингу і реклами зростає як у споживчому секторі, про що свідчить поява з кожним днем все нових інтернет-магазинів, так і на ринку B2B. Основними перевагами інтернет-маркетингу вважаються інтерактивність, можливість максимально точного таргетингу, можливість постклік-аналізу, який веде до максимального підвищення таких показників як конверсія сайту і ROI інтернет-реклами. Інтернет-маркетинг охоплює такі елементи системи як:
- медійна реклама
- контекстна реклама
- пошуковий маркетинг в цілому і SEO зокрема
- просування в соціальних мережах: SMO і SMM
- прямий маркетинг з використанням email, RSS тощо
- вірусний маркетинг
- партизанський маркетинг
- інтернет-брендинг

## Історія
Інтернет-маркетинг з'явився на початку 1990-х років, коли текстові сайти почали розміщувати інформацію про товари. Зараз інтернет-маркетинг — це щось більше, ніж продаж інформаційних продуктів, зараз йде торгівля інформаційним простором, програмними продуктами, бізнес-моделями і багатьма іншими товарами і послугами. Такі компанії, як Google, Yahoo, і MSN підняли на новий рівень і сегментували ринок інтернет-реклами, пропонуючи малому і середньому бізнесу послуги з локальної реклами. Рентабельність інвестицій зросла, а витрати вдалося знизити. Цей тип маркетингу став основою сучасного капіталізму, яка дозволяє кожному, у кого є ідея, товар або послуга, досягти максимально широкої аудиторії.
Використання терміна «інтернет-маркетинг» зазвичай має на увазі стратегії «маркетингу прямого відгуку», які традиційно використовуються при прямих поштових розсилках, радіо і в телевізійних рекламних роликах, тільки тут вони застосовуються до бізнес-простору інтернету.
Ці методи виявилися дуже ефективними при використанні в інтернеті завдяки можливостям точно відстежувати статистику, помноженим на можливість перебувати у відносно постійному контакті із споживачами, будь-то сектор B2B або B2C (бізнес-споживач). Ця можливість прецизійного аналізу застосовується зараз повсюдно, і тому так часто можна побачити такі терміни, як ROI — коефіцієнт окупності інвестицій, conversion rate — коефіцієнт ефективного відвідування (він же — конверсія сайту), а також миттєво отримати статистику продажів, попиту тощо.

## Бізнес-моделі
Інтернет-маркетинг асоціюється з кількома бізнес-моделями. Основні моделі: бізнес-бізнес (B2B) і бізнес-споживач (B2C). B2B складається з компаній, які орієнтовані на бізнес між собою, в той час, як B2C увазі прямі продажу кінцевому споживачеві. Першою з'явилася модель B2C. B2B схема виявилася складнішою і почала діяти пізніше. Третя, більш рідкісна модель це — «користувач-користувач» (C2C), де звичайні користувачі інтернету міняються між собою і продають товари один одному. Як приклад можна навести міжнародний аукціон eBay або систему обміну файлами Kazaa.

## Переваги
Інтернет-маркетинг націлений на економію коштів (на заробітній платі співробітників і на рекламі), а також на розширення діяльності компаній (перехід з локального ринку на національний та міжнародний ринок). При цьому компанії мають більш урівноважені шанси в боротьбі за ринок. На відміну від традиційних рекламних медіа (друкованих, радіо і телебачення), вхід на ринок через інтернет є не надто витратним. На відміну від традиційних маркетингових методів просування, інтернет-маркетинг дає чітку статистичну картину ефективності маркетингової кампанії.
У порівнянні з іншими видами медіамаркетингу (друкованими, радіо і телебаченням), інтернет-маркетинг швидко росте.

## Безпека
Деякі споживачі бояться робити покупки в інтернеті, тому що не впевнені, що їх персональна інформація залишиться конфіденційною. Деякі компанії купують інформацію про споживачів, пропонуючи споживачеві за гроші прибрати цю інформацію з бази даних.
Питання безпеки є одним з основних для компаній, які серйозно підходять до бізнесу в інтернеті. Шифрування — один з основних методів, що використовуються для забезпечення безпеки та конфіденційності даних в інтернеті.